# 一孩半
一孩半，又称一胎半、独女户二胎，即第一胎是女孩的夫妻可以生育第二个子女，是1980年代到2015年间，中国大陆19省区农村的一项计划生育政策。其余省份中，六省市（四川、江苏、四个直辖市）农村实行更严格的一孩政策，三省区（海南、宁夏、新疆）农村和两省农村困难户（云南、青海）实行更宽松的两孩政策，西藏农牧区提倡不超过三孩。有专家认为，这一政策助长了重男轻女的观念，是造成中国新生儿性别失调的原因。一孩半政策已被2016年实施的全面两孩政策取代。

## 历史
1980年起，除部分少数民族和云南、青海、宁夏、新疆、西藏五省区农村实行更宽松的政策，一胎化政策在全国城乡陆续推行。1981年9月10日，中共中央副主席赵紫阳在中央书记处122次会议上提出了放宽农村计划生育政策的两个方案，一是提倡一胎，允许两胎；二是只有一个女孩的夫妇可以再生一胎。国家计生委党组选择了第二方案，但反对把政策写明。1982年2月9日中央发布的11号文件《关于进一步做好计划生育工作的指示》把政策表述成“农村普遍提倡一对夫妇只生育一个孩子，某些群众确有困难要求生二胎的，经过审批可以有计划地安排。”1982年，仅广东农村困难户实行了一孩半政策，其他地区没有推行。
1984年4月5日，《中央会议决定事项通知》中说：“我们关于计划生育的实质，就是要逐步做到，除城市、城市郊区外，在大部分农村地区，要逐步做到允许第一胎生女孩的再生第二胎。这一点，只在实际工作中掌握，不公开宣传，并要有一个缓和渐变的过程。”1988年3月31日，赵紫阳主持中央政治局常委会第18次会议，讨论并通过了国家计划生育委员会《计划生育工作汇报提纲》，再次提出“独女户”间隔几年之后可以生育第二胎。1989年12月，国家计划生育委员会在《关于计划生育工作中几个重大问题的请示》中说：“在照顾独女户生二胎的问题上，多年来一直存在着不同看法。……我们认为，现行计划生育政策是党中央决定的，不能认为这是赵紫阳同志个人的决策……”。截至1991年，十省区实行了农村一孩半政策，其他省份大多对满足一定条件的农户实行了一孩半政策。
随着计划生育工作的开展，中国的生育率迅速下降，1990年代初降低到世代更替水平以下。2000年人口普查和2010年人口普查得出的生育率分别为1.22和1.18，已达世界最低水平，仅为世界平均水平的一半。在这种背景下，计划生育政策略有调整，部分省份取消了一孩半政策的附加限制条件，2011年形成19省区农村实行一孩半政策的格局。

## 各地实施时间
| 排序 | 地区             | 实施时间                                                               | 备注 | 政策依据 |
| ---- | ---------------- | ---------------------------------------------------------------------- | --- | --- |
| 1    | 江西省           | 1985年11月4日                                                          | | 省政府《关于〈江西省计划生育若干问题的暂行规定〉的修改和补充规定》（赣府发[1985]102号）                                                                            |
| 2    | 山东省           | 1986年2月13日                                                          | | 省委、省政府《关于农村独女户实行有间隔地生育第二胎的决定》（鲁发[1986]4号）                                                                                        |
| 3    | 广东省           | 1986年6月1日 （1986年6月1日至1998年9月17日，农村普遍两孩）             | 1982年9月17日起，农村困难户实行一孩半                                                                    | 省委、省政府批转《全省计划生育工作会议纪要》（粤发[1982]53号）；《广东省计划生育条例》（1986年，1998年）                                                           |
| 4    | 湖南省           | 1987年6月6日                                                           | | 省委、省政府《关于继续抓紧抓好计划生育工作的意见》（湘发[1987]20号）                                                                                               |
| 5    | 湖北省           | 1988年3月1日                                                           | 此前普遍两孩                                                                                             | 《湖北省计划生育条例》（1988年） |
| 6    | 辽宁省           | 1988年5月28日                                                          | 1985年9月1日起，农村困难户一孩半                                                                         | 省委批转省计划生育委员会党组《关于进一步完善计划生育政策的几点意见》（1985年）；《辽宁省计划生育条例》（1988年）                                                   |
| 7    | 安徽省           | 1988年12月1日                                                          | 1984年12月1日起，人口长期没有发展的大山区农村实行一孩半                                                  | 《安徽省实行计划生育若干规定》（1984年）；《安徽省计划生育条例》（1988年）                                                                                         |
| 8    | 内蒙古自治区     | 1988年12月8日                                                          | | 《内蒙古自治区计划生育暂行规定》（内政发[1988]182号） |
| 9    | 广西壮族自治区   | 1989年1月1日                                                           | 1985年4月3日起，农村特殊困难户一孩半                                                                     | 区政府《关于贯彻执行国家计划生育政策的若干规定》（桂政发[1985]46号）；《广西壮族自治区计划生育条例》（1988年）                                                     |
| 10   | 山西省           | 1990年1月1日                                                           | | 《山西省计划生育条例》（1990年） |
| 11   | 吉林省           | 1993年10月1日                                                          | 1988年7月31日起，达到计划生育标准的村实行一孩半                                                          | 《吉林省计划生育条例》（1988年，1993年） |
| 12   | 河北省           | 1994年9月2日                                                           | 1989年8月28日起，无计划外生育的村实行一孩半                                                              | 《河北省计划生育条例》（1989年，1994年） |
| 13   | 甘肃省           | 1997年9月29日                                                          | 1989年11月27日起，边远山区困难农户实行一孩半                                                             | 《甘肃省计划生育条例》（1989年，1997年） |
| 14   | 贵州省           | 1998年7月24日                                                          | | 《贵州省计划生育条例》（1998年） |
| 15   | 黑龙江省         | 2000年2月1日                                                           | 1990年2月1日起，农村困难户一孩半                                                                         | 《黑龙江省计划生育条例》（1989年，1999年） |
| 16   | 福建省           | 2002年9月1日                                                           | 1991年7月10起，计划外生育得到有效控制的村实行一孩半                                                      | 《福建省计划生育条例》（1991年）；《福建省人口与计划生育条例》（2002年）                                                                                           |
| 17   | 浙江省           | 2002年9月3日                                                           | 1985年2月9日起，生育得到控制地区的农村困难户实行一孩半                                                   | 《浙江省计划生育条例》（1985年），《关于多胎和超计划二胎得到有效控制的市县农村完善具体生育政策的通知》（浙政发[1986]41号）；《浙江省人口与计划生育条例》（2002年） |
| 18   | 陕西省           | 2002年9月29日                                                          | 1991年3月3日起，农村困难户一孩半                                                                         | 《陕西省计划生育条例》（1991年）；《陕西省人口与计划生育条例》（2002年）                                                                                           |
| 19   | 河南省           | 2011年11月25日                                                         | 1990年7月1日起，农村困难户（指双独或夫妻一方伤残）一孩半                                                 | 《河南省计划生育条例》（1990年），《河南省计划生育条例实施细则》（1991年）；《河南省人口与计划生育条例》（2011年）                                                 |
|      | 天津市           | 未实施                                                                 | 1984年9月1日起，劳动力缺乏的山区、半山区农村一孩半                                                       | 市政府《关于生育第二个子女的规定》（津政发[1984]126号） |
|      | 北京市           | 未实施                                                                 | 1984年10月1日起，深山区农村困难户一孩半                                                                  | 市政府转发市计划生育委员会《关于生育第二个孩子的规定》（京政发[1984]104号）                                                                                        |
|      | 四川省           | 未实施                                                                 | 1985年1月3日起，部分山区缺乏劳动力的农户实行一孩半                                                       | 省委办公厅《转发四川省计划生育委员会党组关于〈四川省山区计划生育政策座谈会情况报告〉的通知》（川委办[1984]71号）                                                   |
|      | 重庆市           | 未实施                                                                 | 同四川省；2002年11月1日起取消缺乏劳动力的限制                                                            | 同四川省；《重庆市人口与计划生育条例》（2002年） |
|      | 江苏省           | 未实施                                                                 | 1985年9月起，男方无兄弟且只有一个姐妹的农民夫妻，以及人均土地五亩以上的沿海垦区农村实行一孩半            | 省委办公厅、省政府办公厅转发省计生委《关于进一步贯彻中央７号文件继续大力抓紧抓好计划生育工作的报告》（苏办发[1985]37号）                                           |
|      | 上海市           | 未实施                                                                 | | |
|      | 云南省           | 农村困难户普遍两孩（大中城市的郊区、人口稠密或者生态恶化地区从严）     | | |
|      | 青海省           | 农村困难户普遍两孩                                                     | | |
|      | 海南省           | 1986年6月1日起，农村普遍两孩 （1989年10月9日至2003年11月30日限困难户） | 1982年起，农村困难户一孩半                                                                               | 同广东省；《海南省计划生育条例》（1989年）；《海南省人口与计划生育条例》（2003年）                                                                                 |
|      | 宁夏回族自治区   | 农村普遍两孩                                                           | | |
|      | 新疆维吾尔自治区 | 农牧民普遍两孩                                                         | 2003年1月1日前结婚的吉木萨尔、奇台、阜康、米泉、呼图壁、玛纳斯、乌鲁木齐县和昌吉市的汉族农牧民实行一孩半 | 《新疆维吾尔自治区人口与计划生育条例》（2002年）及释义 |
|      | 西藏自治区       | 农牧区提倡不超过三孩                                                   | | |

## 影响
正常情况下，新生儿性别比应在1.06左右。近年来，中国的新生儿性别比长期处于高于1.15的世界最高水平，累计多生了3000万男孩。而这一问题在实行农村一孩半政策的地区尤其严重。有专家认为，一孩半政策助长了重男轻女的倾向。
| 地区           | 0岁性别比 | 总和生育率 |
| -------------- | --------- | ---------- |
| 城市           | 1.141     | 0.88       |
| 农村一孩省份   | 1.157     | 1.33       |
| 农村一孩半省份 | 1.214     | 1.46       |
| 农村两孩省份   | 1.116     | 1.65       |

一孩半政策的另一问题是，同样是一儿一女的两孩家庭，如果先生女孩后生男孩则符合政策，先生男孩后生女孩则不符合政策，毫无公平性可言。